# 張如蕙
張如蕙（？—17世紀），字又樹，號十洲，河南汝寧府信陽州人，明朝、南明政治人物。

## 生平
張如蕙是天启元年（1621年）辛酉科河南鄉試第二十二名舉人，崇禎七年（1634年）的進士，獲授戶部主事，專營河西务鈔关事務，十一年管理象房草场；十二年降调，十三年降为上林苑典簿，十一月升兵部武选司主事，十四年升官武選郎中，選才授官依據資俸，不讓官吏干預。之後歷任山東潁州道僉事、鳳陽副使，負責督兵清剿有功。
弘光帝繼位後入朝擔任為太僕少卿，因家人去世歸鄉。左良玉帶兵東下南京，張如蕙穿著盛裝出城，守門內臣發現他穿戴明亮，就立刻搶奪衙門印封尚在的七千白銀兩；唯因為他執掌潁州法令，和馬士英共事，因此只略奪銀子，後事不詳。

## 引用
1. ↑  《崇禎七年甲戌科進士履歷》：张如蕙 - 十洲，書二房，壬寅年十二月二十二日生。汝寧府信陽州人，辛酉鄉試，會試二百九十六名，三甲二百四十一名，吏部觀政，丁丑授户部貴州司主事，管河西务钞关，戊寅管象房草场，己卯降调，庚辰降上林苑典簿，十一月升兵部武选司主事，辛巳升郎中，本年升山東佥事、潁州道。曾祖東暐，夀官。祖橋，夀官。父三綱，庠生。
2. 1 2  錢海岳《南明史·卷三十二·列傳第八》：張如蕙，字又樹，信陽人。崇禎七年進士。授戶部主事，榷河西務。遷武選郎中，掌銓一依資俸，吏不得上下其手。歷鳳陽副使、壽潁僉事，督兵禽剿有功，入為太僕少卿，憂歸。
3. ↑  王兴亚，马怀云. . 郑州：中州古籍出版社. 2002年1月: 592. ISBN 7-5348-1886-9.
4. ↑  《偏安排日事跡·卷七》：（崇禎十七年十一月）戊子，升鳳陽副使張如蕙太僕寺少卿。
5. ↑  河南省信阳县志总编辑室 (编). . 1985年4月: 421.
6. ↑  錢海岳《南明史·卷三十二·列傳第八》：左良玉兵東下，盛裝出城，守門內臣發之，金珠燦然，攘奪立盡，白銀七千，各衙門原印封具在。以秉憲潁州，與馬士英同事，止沒其銀。